# Шуа-Парцхма
Шуа-Парцхма (груз. შუა ფარცხმა) — село в Грузии, на территории Чохатаурского муниципалитета края (мхаре) Гурия.

## География
Село находится в западной части Грузии, к северу от реки Супсы, вблизи северной окраины посёлка городского типа Чохатаури, административного центра муниципалитета. Абсолютная высота — 125 метров над уровнем моря.

## Население
По результатам официальной переписи населения 2014 года, в Шуа-Парцхме проживало 653 человека (328 мужчин и 325 женщин). В национальной структуре населения грузины составляли 99,7 %, абхазы — 0,15 %, поляки — 0,15 %.
| Год  | Население, человек |
| ---- | ------------------ |
| 2002 | 672                |
| 2014 | ↘ 653              |